# Софиевка (Воронежская область)
Софиевка — село в Кантемировском районе Воронежской области России, находящееся в 5 км от Митрофановки и 36 км к северо-западу от Кантемировки.
Входит в состав Митрофановского сельского поселения.

## География

### Улицы
- ул. Луговая,
- ул. Полевая.

## История
Основано украинскими поселенцами в середине XVIII века. Первоначальное название хутор имел от имени первопоселенца Фомина. В 1779 году крепостной хутор помещика С. И. Тевяшова имел 41 двор. Впоследствии хутор перешёл во владения помещиков Чертковых и получил название Софиевка по имени одного из членов имени Чертковых. 
В 1900 году здесь было 114 дворов и 700 жителей, имелась школа грамотности, одно общественное здание, мелочная и винная лавки. 
Советская власть установлена весной 1918 года. В период коллективизации в селе был создан колхоз. 
В годы Великой Отечественной войны из села ушло несколько сотен мужчин, многие из них не вернулись домой. 
В центре села у Дома культуры находится братская могила, где захоронены воины 6-й армии Воронежского фронта, погибшие в ходе наступательной операции «Малый Сатурн». На мемориальной доске выбиты 64 фамилии погибших. На могиле установлен памятник комсомольцам старших поколений. Скульптура изображает юношу и девушку, стоящих во весь рост, с устремленными вдаль взорами. Его открытие было приурочено к празднованию 50-летия Ленинского комсомола 29 октября 1968 года. Инициатором его установки был сельский Совет и правление колхоза "Рассвет", которое купило скульптуру в Харькове. 
По состоянию на 1995 год, в селе 112 дворов и 275 жителей, имеются начальная школа и магазин. 